# Anila Denaj

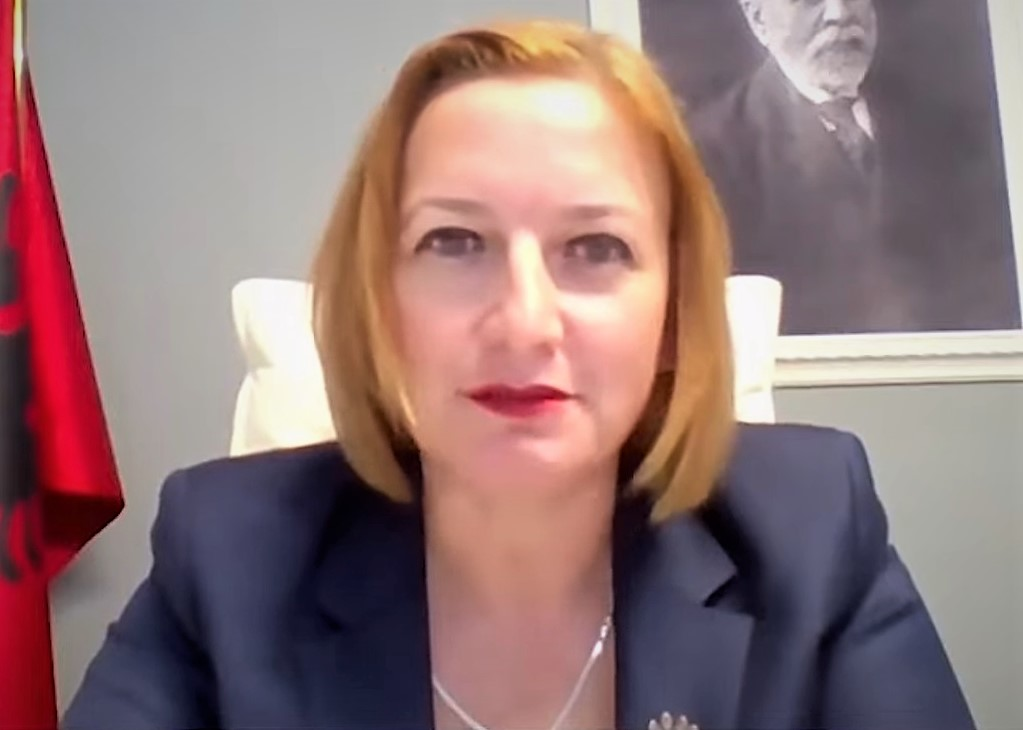
Anila Denaj, 2021

Anila Denaj (* 18. September 1973 in Tirana) ist eine albanische Politikerin. Sie gehört der Sozialistischen Partei an. Seit September 2023 ist sie Ministerin für Landwirtschaft und ländliche Entwicklung, nachdem sie von Januar 2019 bis September 2021 Finanz- und Wirtschaftsministerin gewesen war.
Denaj, 1973 in Tirana geboren, studierte bis 1995 Wirtschaft an der Universität Tirana. Im Jahr 1995 arbeitete sie als Journalistin für die Zeitung Koha Jonë. Sie arbeitete zwölf Jahre für die ProCredit Holding in El Salvador, Bolivien, Ecuador, Rumänien und Mosambik sowie die Stiftung FEFAD, die Vorgängerin von ProCredit Albania. Bei FEFAD und ProCredit war sie vor allem im Bereich Mikrokredit tätig.
Seit 2014 unterrichtet sie auch an der Hochschule für öffentliche Verwaltung in Tirana. Von Oktober 2013 bis Januar 2015 war sie im Finanzministerium Generaldirektorin mit Aufsicht über die Abteilungen Finanzen, Rechtsetzung, staatliche Immobilien, Informationstechnologie, Verwaltung und Personal. Im September 2018 wurde sie zur Generaldirektorin des obligatorischen Krankenversicherungsfonds ernannt. Zudem ist sie Vorstandsmitglied des Albanischen Sozialversicherungsfonds und Mitglied des Aufsichtsrats von Insig. Während drei Jahren war sie Mitglied des Aufsichtsrats für elektronische und postale Kommunikation.
Im Januar 2019 wurde sie zur Ministerin für Finanzen und Wirtschaft im Kabinett Rama II ernannt. Nach Studentenprotesten und angesichts der anstehenden Lokalwahlen im Sommer 2019 hatte Ministerpräsident Edi Rama acht Minister entlassen und durch neue Personen ersetzt. Denajs Vorgänger Arben Ahmetaj wurde im Nachgang zum Erdbeben vom 26. November 2019 im Dezember 2019 zum Staatsminister für Wiederaufbau ernannt. Die Finanzierung des Wiederaufbaus nach dem Erdbeben beschäftigte auch Denaj. Vier Jahre später wurde sie als Ministerin von Delina Ibrahimaj abgelöst. Zwei Jahre darauf wurde sie ebenfalls Mitglied des Kabinetts Rama III, als sie Frida Krifca als Leiterin des Ministeriums für Landwirtschaft und Entwicklung des ländlichen Raums ablöste.
Anila Denaj hat ein Kind.